# Cloramină T
Cloramina T este un compus organic cu formula chimică CH3C6H4SO2NClNa. Este un solid alb, utilizat ca reactiv în sinteza organică. Este utilizat ca agent de ciclizare în sinteza aziridinei, oxadiazolului, izoxazolului și pirazolilor. Are și efect antiseptic și dezinfectant.